# Высшая лига КВН 2007
Сезон Высшей лиги КВН 2007 года — 21 сезон с возрождения телевизионного КВН в 1986 году. Получил название «Молодёжный сезон».
В Высшую лигу попали 14 команд, среди них финалисты предыдущего сезона «ПриМа» и полуфиналисты «МаксимуМ» и «Пирамида», а также «Астана.kz» в обновлённом составе. После годового перерыва в Высшую лигу вернулась «Добрянка». Главным сюрпризом сезона стали московские команды «Университетский проспект» и «Обычные люди», первые выиграли две первые игры, и попали в полуфинал, вторые — неожиданно стали чемпионами сезона.

## Состав
В сезон Высшей лиги 2007 были приглашены четырнадцать команд, пять из них — московские:
1. Свои секреты (Москва) — четвертьфиналисты Первой лиги, чемпионы лиги «Поволжье»
2. СТЭПиКо (Новосибирск) — полуфиналисты Премьер-лиги
3. Университетский проспект (Москва) — финалисты Премьер-лиги
4. БАК (Брюховецкая) — финалисты Премьер-лиги
5. Сборная ГУУ (Москва) — вице-чемпионы Премьер-лиги
6. Станция Спортивная (Москва) — чемпионы Премьер-лиги
7. Аляска (Киев) — второй сезон в Высшей лиге
8. Нефтегаз (Тюмень) — второй сезон в Высшей лиге, полуфиналисты Премьер-лиги
9. Обычные люди (Москва) — второй сезон в Высшей лиге
10. Добрянка (Добрянка) — четвёртый сезон в Высшей лиге
11. МаксимуМ (Томск) — третий сезон в Высшей лиге
12. Пирамида (Владикавказ) — второй сезон в Высшей лиге
13. Каzахи (Астана) — третий сезон в Высшей лиге, выступали под названием «Астана.kz»
14. ПриМа (Курск) — второй сезон в Высшей лиге

Чемпионом сезона стала команда КВН «Обычные люди».

## Игры

### ⅛ финала
Первая ⅛ финала
- Дата игры: 19 февраля
- Тема игры: -
- Команды: Сборная ГУУ (Москва), Нефтегаз (Тюмень), Астана.kz (Астана), МаксимуМ (Томск)
- Жюри: Михаил Ефремов, Леонид Ярмольник, Константин Эрнст, Андрей Макаревич, Юлий Гусман
- Конкурсы: Фристайл, Биатлон, Музыкальный конкурс

| Команда     | Фристайл | Биатлон | общий | Муз. конкурс | Итого |
| ----------- | -------- | ------- | ----- | ------------ | ----- |
| Нефтегаз    | 4,2      | 0,6     | 4,8   | 4,2          | 9     |
| Астана.kz   | 5        | 1       | 6     | 5            | 11    |
| Сборная ГУУ | 4        | 0,4     | 4,4   | 3,8          | 8,2   |
| МаксимуМ    | 4,6      | 0,8     | 5,4   | 4,8          | 10,2  |

Результат игры:
1. Астана.kz
2. МаксимуМ
3. Нефтегаз
4. Сборная ГУУ

- Эта игра началась с выступления трёх детских команд КВН: «Ровесник» (Кронштадт), «Ананас» (Москва) и «Женская сборная 9-го лицея» (Красноярск) — поэтому в ней участвовали четыре команды, а не пять, как в двух остальных.
- На этом этапе впервые в Высшей лиге игрался конкурс «биатлон». В качестве штрафных кругов были использованы видео-вопросы, записанные командами-участницами сезона.
- На этой игре, второй раз в Высшей лиге, команда заработала максимум баллов за игру: «Астана.kz» получила 11 баллов из 11 возможных.

Вторая ⅛ финала
- Дата игры: 28 февраля
- Тема игры: -
- Команды: Университетский проспект (Москва), БАК (Брюховецкая), Обычные люди (Москва), Добрянка (Добрянка), Пирамида (Владикавказ)
- Жюри: Михаил Ефремов, Леонид Ярмольник, Константин Эрнст, Андрей Макаревич, Юлий Гусман
- Конкурсы: Фристайл, Биатлон, Музыкальный конкурс

| Команда      | Фристайл | Биатлон | общий | Муз. конкурс | Итого |
| ------------ | -------- | ------- | ----- | ------------ | ----- |
| Обычные люди | 4,2      | 0,8     | 5     | 5            | 10    |
| Добрянка     | 4,2      | 0,2     | 4,4   | 3,6          | 8     |
| УПр          | 5        | 1       | 6     | 4,8          | 10,8  |
| БАК          | 5        | 0,4     | 5,4   | 4            | 9,4   |
| Пирамида     | 5        | 0,6     | 5,6   | 4,6          | 10,2  |

Результат игры:
1. Университетский проспект
2. Пирамида
3. Обычные люди
4. БАК
5. Добрянка

- В приветствии команда «Университетский проспект» показала номер «ну?!».
- В музыкальном конкурсе команда «Обычные люди» показала номер про дегустацию вин.

Третья ⅛ финала
- Дата игры: 12 марта
- Тема игры: -
- Команды: Станция Спортивная (Москва), Свои секреты (Москва), СТЭПиКо (Новосибирск), Аляска (Киев), ПриМа (Курск)
- Жюри: Галина Волчек, Леонид Ярмольник, Константин Эрнст, Михаил Ефремов, Юлий Гусман
- Конкурсы: Фристайл, Биатлон, Музыкальный конкурс

| Команда            | Фристайл | Биатлон | общий | Муз. конкурс | Итого |
| ------------------ | -------- | ------- | ----- | ------------ | ----- |
| Свои секреты       | 4        | 0,4     | 4,4   | 4            | 8,4   |
| Аляска             | 3,8      | 0,2     | 4     | 4            | 8     |
| Станция Спортивная | 5        | 0,8     | 5,8   | 4,4          | 10,2  |
| СТЭПиКо            | 5        | 1       | 6     | 4,2          | 10,2  |
| ПриМа              | 5        | 0,6     | 5,6   | 5            | 10,6  |

Результат игры:
1. ПриМа
2. СТЭПиКо; Станция Спортивная
3. Свои секреты
4. Аляска

- В приветствии этой игры «СТЭПиКо» показали номер про голландскую полицию.
- На этой игре «ПриМа» показала музыкальный конкурс «Курск-щавель».

По правилам сезона после ⅛ финала одну команду должны были добрать члены жюри, и ещё одну — телезрители СМС-голосованием. Поскольку на третьей игре случилась ничья и в четвертьфинал прошли сразу три команды, жюри от добора отказалось. СМС-голосование телезрителей выиграла команда Обычные люди (вторая игра).

### Четвертьфиналы
Первый четвертьфинал
- Дата игры: 11 апреля
- Тема игры: -
- Команды: Университетский проспект (Москва), СТЭПиКо (Новосибирск), Астана.kz (Астана), Пирамида (Владикавказ)
- Жюри: Дмитрий Харатьян, Андрей Макаревич, Леонид Ярмольник, Михаил Ефремов, Юлий Гусман
- Конкурсы: Фристайл, Биатлон, Кино-конкурс (озвучка), Музыкальное домашнее задание

| Команда   | Фристайл | Биатлон | общий | Озвучка | общий | МДЗ | Итого |
| --------- | -------- | ------- | ----- | ------- | ----- | --- | ----- |
| УПр       | 5        | 1       | 6     | 3,8     | 9,8   | 5,4 | 15,2  |
| Пирамида  | 5        | 0,8     | 5,8   | 3       | 8,8   | 6   | 14,8  |
| СТЭПиКо   | 4,4      | 0,6     | 5     | 4       | 9     | 5,8 | 14,8  |
| Астана.kz | 4,8      | 0,4     | 5,2   | 4       | 9,2   | 5   | 14,2  |

Результат игры:
1. Университетский проспект
2. Пирамида; СТЭПиКо
3. Астана.kz

- В киноконкурсе команды озвучивали следующие фильмы: «Университетский проспект» — «Обыкновенное чудо», Астана — «Любовь и голуби», «Пирамида» — «Укротительница тигров», «СТЭПиКО» — «Место встречи изменить нельзя».

Второй четвертьфинал
- Дата игры: 16 апреля
- Тема игры: -
- Команды: Обычные люди (Москва), Станция Спортивная (Москва), МаксимуМ (Томск), ПриМа (Курск)
- Жюри: Дмитрий Харатьян, Леонид Ярмольник, Андрей Макаревич, Константин Эрнст, Михаил Ефремов, Юлий Гусман
- Конкурсы: Фристайл, Биатлон, Кино-конкурс (озвучка), Музыкальное домашнее задание

| Команда            | Фристайл | Биатлон | общий | Озвучка | общий | МДЗ | Итого |
| ------------------ | -------- | ------- | ----- | ------- | ----- | --- | ----- |
| ПриМа              | 5        | 0,9     | 5,9   | 3,7     | 9,6   | 6   | 15,6  |
| МаксимуМ           | 5        | 0,6     | 5,6   | 3,7     | 9,3   | 5,5 | 14,8  |
| Станция Спортивная | 4,5      | 0,4     | 4,9   | 4       | 8,9   | 5   | 13,9  |
| Обычные люди       | 4,5      | 0,9     | 5,4   | 3,7     | 9,1   | 5,2 | 14,3  |

Результат игры:
1. ПриМа
2. МаксимуМ
3. Обычные люди
4. Станция Спортивная

- Это единственная игра Высшей лиги, в которой «Обычные люди» прошли дальше собственными силами (заняв проходное место).
- В киноконкурсе команды озвучивали следующие фильмы: «Обычные люди» — «Добро пожаловать, или Посторонним вход воспрещён», «Станция Спортивная» — «Приключения Буратино», Томск — «Королевство кривых зеркал», «ПриМа» — «Любовь и голуби».
- На этой игре «ПриМа» показала домашнее задание о поисках денег на съёмки фильма.
- В конкурсе приветствие команда «МаксимуМ» сделала пародию на фильм «300 спартанцев» и пригласила на сцену Ярмольника на роль Леонида.
- В конце игры члены жюри бросали на сцену таблички с высшим баллом, таким образом поблагодарив команды за игру.

### Полуфиналы
Первый полуфинал
- Дата игры: 22 октября
- Тема игры: -
- Команды: СТЭПиКо (Новосибирск), Университетский проспект (Москва), ПриМа (Курск)
- Жюри: Андрей Макаревич, Алексей Ягудин, Леонид Ярмольник, Константин Эрнст, Михаил Ефремов, Юлий Гусман
- Конкурсы: Приветствие, Разминка, Кино-конкурс (клип), Капитанский конкурс, Домашнее задание

| Команда | Приветствие | Разминка | общий | Киноконкурс | общий | Капитанский | общий | ДЗ | Итого |
| ------- | ----------- | -------- | ----- | ----------- | ----- | ----------- | ----- | -- | ----- |
| УПр     | 4,3         | 3,3      | 7,6   | 3,5         | 11,1  | 3,5         | 14,6  | 6  | 20,6  |
| СТЭПиКо | 4,2         | 3,2      | 7,4   | 3           | 10,4  | 4           | 14,4  | 6  | 20,4  |
| ПриМа   | 5           | 3,2      | 8,2   | 4           | 12,2  | 3,7         | 15,9  | 7  | 22,9  |

Результат игры:
1. ПриМа
2. Университетский проспект
3. СТЭПиКО

- Из-за ремонта в Театре Российской армии полуфиналы прошли в БКЗ «Академический».
- На этой игре команда «ПриМа» показала домашнее задание о том, как куряне идут во власть.
- В клипе «ПриМы» участвовал Леонид Ярмольник.
- Капитанский конкурс играли: Александр Якушев («ПриМа»), Сергей Бородин (МГУ), Александр Коптель («СТЭПиКо»).

Второй полуфинал
- Дата игры: 26 октября
- Тема игры: -
- Команды: Обычные люди (Москва), МаксимуМ (Томск), Пирамида (Владикавказ)
- Жюри: Андрей Макаревич, Алексей Ягудин, Леонид Ярмольник, Константин Эрнст, Михаил Ефремов, Юлий Гусман
- Конкурсы: Приветствие, Разминка, Кино-конкурс (клип), Капитанский конкурс, Домашнее задание

| Команда      | Приветствие | Разминка | общий | Киноконкурс | общий | Капитанский | общий | ДЗ  | Итого |
| ------------ | ----------- | -------- | ----- | ----------- | ----- | ----------- | ----- | --- | ----- |
| МаксимуМ     | 5           | 4        | 9     | 3,2         | 12,2  | 3,2         | 15,4  | 6   | 21,4  |
| Пирамида     | 4,7         | 4,8      | 9,5   | 3,8         | 13,3  | 4           | 17,3  | 6,5 | 23,8  |
| Обычные люди | 4,8         | 5        | 9,8   | 4           | 13,8  | 3           | 16,8  | 6   | 22,8  |

Результат игры:
1. Пирамида
2. Обычные люди
3. МаксимуМ

- Капитанский конкурс играли: Михаил Башкатов (Томск), Дмитрий Шпеньков («Обычные люди»), Давид Цаллаев («Пирамида»)
- На данный момент это последняя игра Высшей лиги с тремя командами.

После второго полуфинала члены жюри решили добрать в финал третью команду — Обычные люди. После игры Александр Васильевич Масляков ввёл президентское правление и взял в финал так же команду МаксимуМ. Таким образом все команды второго полуфинала прошли в финал.

### Финал
- Дата игры: 20 декабря
- Тема игры: -
- Команды: МаксимуМ (Томск), Обычные люди (Москва), Пирамида (Владикавказ), ПриМа (Курск)
- Жюри: Леонид Ярмольник, Андрей Макаревич, Максим Галкин, Константин Эрнст, Сергей Шакуров, Михаил Ефремов, Юлий Гусман
- Конкурсы: Фристайл, СТЭМ, Музыкальный конкурс

| Команда      | Фристайл | СТЭМ | общий | Муз. конкурс | Итого |
| ------------ | -------- | ---- | ----- | ------------ | ----- |
| ПриМа        | 34       | 26   | 60    | 35           | 95    |
| Обычные люди | 35       | 28   | 63    | 41           | 104   |
| МаксимуМ     | 34       | 26   | 60    | 42           | 102   |
| Пирамида     | 35       | 28   | 63    | 40           | 103   |

Результат игры:
1. Обычные люди
2. Пирамида
3. МаксимуМ
4. ПриМа

Команда «Обычные люди» стала чемпионом Высшей лиги 2007 года.
- «Обычные люди» стали четвёртым московским чемпионом КВН, и третьим подряд.
- В начале игры все команды вышли на сцену в карнавальных масках.
- На этой игре оценки жюри просто складывались, средние баллы не вычислялись.
- В отличие от предыдущих трёх случаев «президентского правления» (1993, 1999, 2002), на этот раз добранная Масляковым команда не стала чемпионом сезона (хотя, «МаксимуМ» всё-таки стали чемпионами в последующем сезоне).
- После игры прошло СМС-голосование за приз зрительских симпатий (победитель получает право играть на Летнем Кубке 2008). На фестивале «КиВиН 2008» был объявлен победитель — «Пирамида».
- Результаты финала распределились обратно достижениям команд в предыдущем сезоне. «Обычные люди» проиграли четвертьфинал, «Пирамида» заняла в полуфинале третье место, «МаксимуМ» заняли второе место в своём полуфинале, а «ПриМа» была финалистом сезона 2006.
- Самые высокие оценки от жюри получили СТЭМ «Обычных людей» о соседях, застрявших в лифте в Новогоднюю ночь, СТЭМ «Пирамиды» о дальнобойщиках, и музыкальный конкурс томичей, в котором был номер про кубок Кремля по бальным танцам.

## Члены жюри
В сезоне 2007 игры Высшей лиги КВН судили 10 человек.
8 игр
- Юлий Гусман
- Михаил Ефремов
- Леонид Ярмольник

7 игр
- Андрей Макаревич
- Константин Эрнст

2 игры
- Дмитрий Харатьян
- Алексей Ягудин

1 игра
- Галина Волчек
- Максим Галкин
- Сергей Шакуров

## Видео
- Первая 1/8-я финала
- Вторая 1/8-я финала
- Третья 1/8-я финала
- Первый четвертьфинал
- Второй четвертьфинал
- Первый полуфинал
- Второй полуфинал
- Финал